# 與止日女神社
33°19′35″N 130°16′06″E / 33.326311°N 130.268339°E
與止日女神社（日语：／ Yodohime-jinja */?）是日本佐賀縣佐賀市大和町大字川上的神社，社格是式內小社、肥前國一宮和縣社，祭神是與止日女命，別當寺是神通寺，本地佛是十一面觀音。氏子方面，根據《府縣鄉社明治神社誌料》和《日本社寺大觀》記載是845戶，《神社名鑑》稱是1000戶，《全國神社名鑒》指是800戶，崇敬者有10,000人，《式內社調查報告》引述1925年的紀錄，指當時有856戶氏子，分布於大和町大字川上、東山田和池上，《佐賀縣神社誌要》稱是858戶，神社官方稱是約800戶，崇敬者遍布於嘉瀨川流域、川上、佐賀郡、佐賀市以至小城市。文化財方面，「河上神社文書（247種）」是重要文化財，西門是佐賀縣重要文化財，三之鳥居則是佐賀市重要文化財。

## 位置與名稱

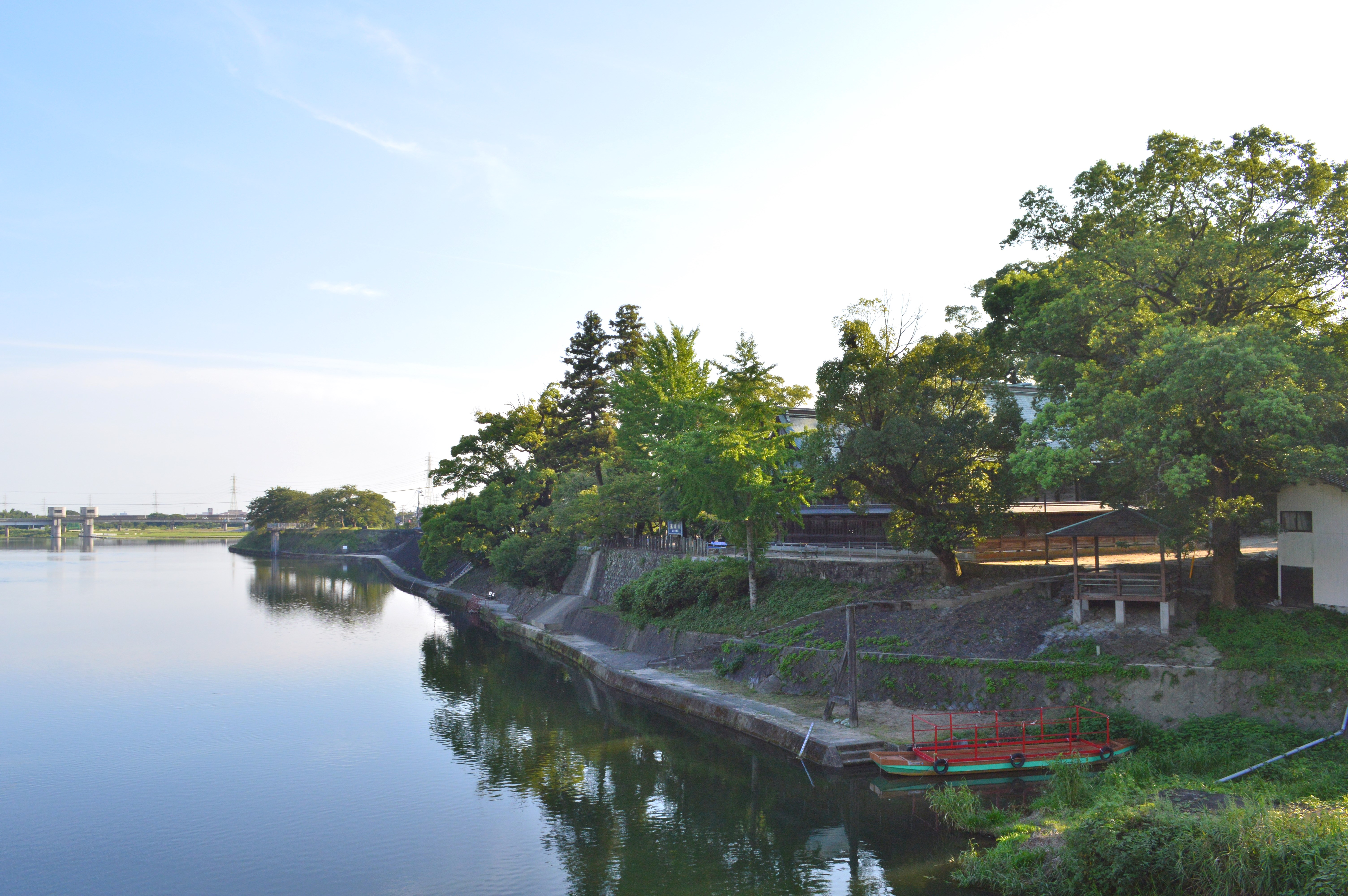
神社與嘉瀨川

神社位於佐賀市北部的脊振山地的谷底平原，地處沖積扇和嘉瀨川（在《肥前國風土記》中稱為佐嘉川）流域，一帶稱為川上峽。行政區劃方面，神社原屬肥前國佐賀郡山田鄉，中世時是山田東鄉，後為川上村、大和村和大和町。名稱方面，與止日女神社的名稱見於《延喜式神名帳》，另一方面根據《河上神社文書》和《實相院文書》記載，神社在平安時代之後的中世和近世時稱為河上宮或河上社，明治之後神社也以河上神社作為官方名稱，直至1946年才通過《宗教法人令》登記神社名稱為與止日女神社，民間則稱作「淀姬大人」。

## 歷史
根據《延喜式神名帳頭注》引述的《肥前國風土記逸文》記載：「風土記云 人皇卅代欽明天皇廿五年甲申冬十一月朔甲子 肥前國佐嘉郡 與止姬神 有鎮座 一名豐姬 一名淀姬」，反映神社在欽明天皇25年11月1日便鎮座於佐嘉郡，不過栗田寬在《古風土記逸文考證》中認為「人皇卅代」、「甲申冬十一月朔甲子」以及「肥前國」均是後人所寫，《日本古典文學大系》更是直接認為整段逸文均是後世所寫。盡管如此，根據《肥前國風土記》佐嘉郡條記載：「又此川上有石神、名曰世田姬、海神年常謂鰐魚　逆流潜上　到此神所、海底小魚　多相從之。或人畏其魚者　無殃、或人捕食者　有死。凡此魚等　住二三日　還而入海。」，也就是說佐嘉川的川上有一名稱為世田姬的石神，每年海神鰐魚均會率領一眾幼魚逆流而上前往世田姬處，對魚心存敬畏的人不會遭殃，反之捕食者則死，魚則在兩三天後返回大海。
根據《角川日本地名大辭典》的說法，世田姬與與止日女神是同一神，《式內社的研究》則認為源於，大塚統子也認同Yota（ヨタ）為Yoto（ヨト）的訛音。《角川日本地名大辭典》也指出鰐魚是與止日女神的家眷，後來演變為鰐魚指鯰魚。根據神社和《大和町史》的說法，以前當有人在深夜渡過官人橋時，會被稱為Kanawa（カナワ）的蝮蛇妖襲擊而死去，有一晚漁夫父子在捕魚的時候，險遭Kanawa襲擊，不過在關鍵時候鯰魚出現吞下Kanawa，他們在獲救後為了感謝鯰魚，便在神社發誓以後不再捕食鯰魚。基於此口述歷史，鯰魚變成神使，因此當地居民也不會吃鯰魚。
根據《日本三代實錄》記載，神社在貞觀2年2月8日（860年3月4日）敘從五位下，貞觀15年9月16日（873年10月11日）升至正五位下，弘長元年2月20日升至正一位（1261年3月22日）。承保3年11月10日（1076年12月8日），根據文應元年（1260年）10月的《河上宮免田寄進年紀次第注文》記載，神社獲橘俊清寄進仁王般若講免田3町（約0.03平方公里），直至寬喜2年（1230年）3月的5町（約0.05平方公里）為止，神社總共獲寄進浮免田277町4反（約2751074.38平方）。相對地，根據安元2年（1176年）6月的《見役所課神田坪付注文案》、正應5年8月16日（1292年9月28日）的《河上社造營用途支配惣田數注文》以及文保2年2月10日（1318年3月13日）的《免田坪坪領主交名注進狀案》記載，神社有定免田30町（約0.3平方公里）左右，以山田東鄉、城崎西鄉、小津東鄉和深溝西鄉為中心遍布於各地。此外，根據元亨3年5月10日（1323年6月14日）的《鎮西下知狀》記載，神社在鎌倉時代中期獲得的上分為各町1貫文，佔年貢總額達一成。永久2年3月11日（1114年4月17日），根據《河上社社僧尋有解狀》記載，神社社僧圓尋在寬治3年（1089年）開墾荒地，並且建立河上別所山，即後來的神通寺，在室町時代之後，神通寺下轄的實相院的勢力開始超越神通寺，並且作為神社的神宮寺，以河上山座主的名義兼帶神社的所有權限。
仁治年間（1240年至1243年），肥前國成為造東大寺國，社殿興建也隨之停滯。弘安3年12月11日（1281年1月3日），根據《龜山上皇院宣》記載，神社獲准徵收一國平均役，不過最終未能成事，正應5年6月16日（1292年7月1日）取得關東御教書後才得已制定《造營用途支配惣田數注文》。根據正應5年8月20日（1292年10月2日）的《沙彌某等連署施行狀案》記載，各町均需繳納錢300文以及糧米5升（約9.02公升）至神社。永仁3年5月23日（1295年7月6日），御殿完工，不過不久後便倒塌，其後在正安元年12月8日（1299年12月31日）由神社自行修復。元亨2年（1322年）8月，神社再度以一國平均役來興建社殿，但是在社殿尚未完成便遷宮。元亨4年（1324年）至觀應元年（1350年，正平5年），根據《座主增成河上社開籠儀式注進狀寫》記載，神社可能由於閉門抗議而未有興建社殿。正平22年7月27日（1367年8月23日，貞治6年），根據《懷良親王令旨》記載，菊池武光奉命檢查神社的損毀情況，其後根據建德2年8月19日（1371年9月28日，應安4年）的《懷良親王令旨》記載，東妙寺長老奉命擔任造營奉行，不過未能確認是否有實行。

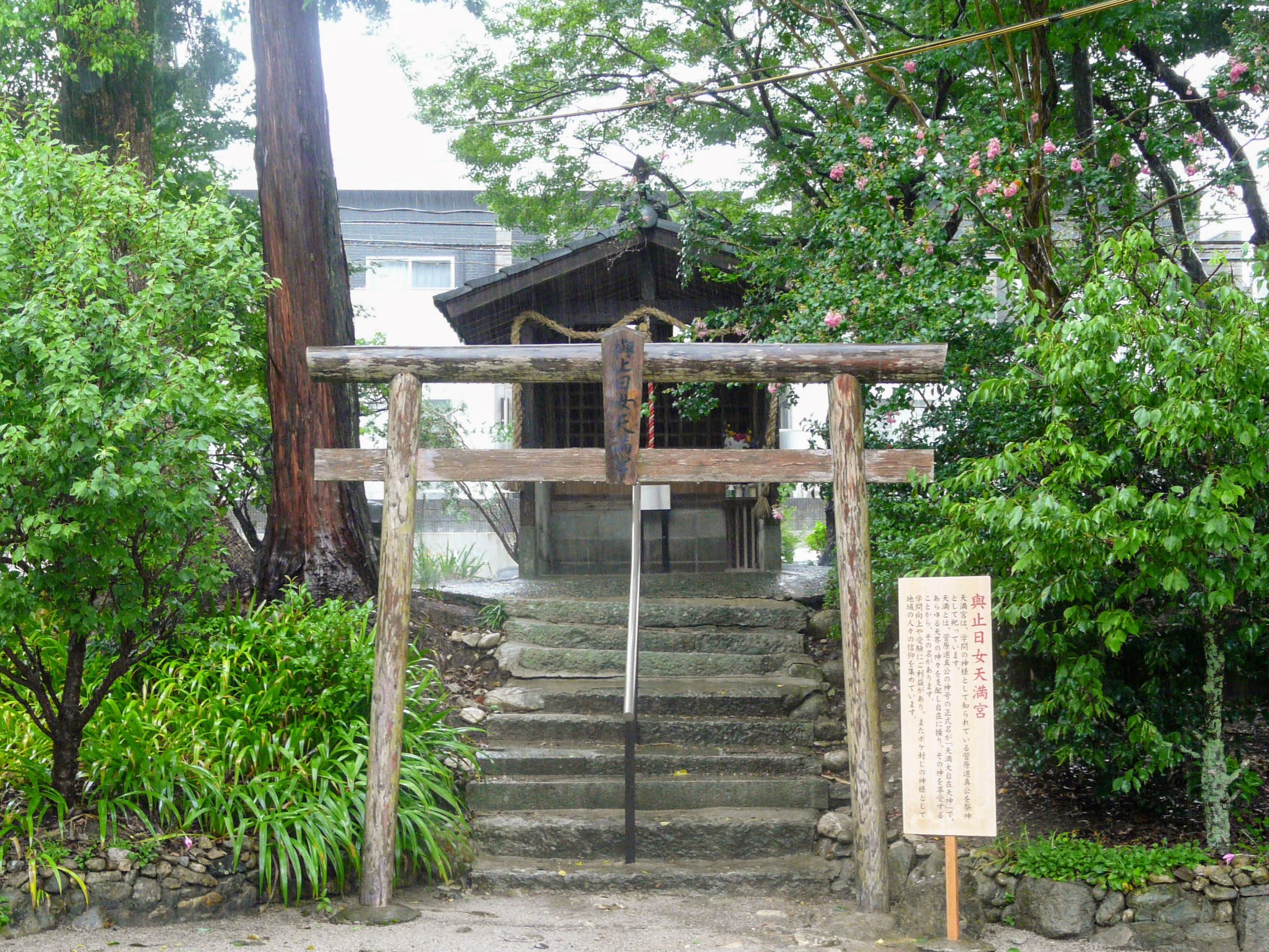
與止日女天滿宮（天神社）

永德元年6月16日（1381年7月8日，弘和元年），根據同日的棟札寫、康曆2年6月25日（1380年7月27日，天授6年）的《今川了俊書下》、永德3年（1383年，弘和3年）2月的《今川了俊河上社造營段錢等事書》以及嘉慶2年（1388年，元中5年）4月的《河上社雜掌申狀并具書案》記載，神社在徵收一國平均役時雖然遭到守護今川仲秋耽誤，但是最終仍然成功興建社殿。應永7年（1400年）和應永29年（1422年），根據《河上社遷宮并五八兩會儀式目錄》以及《假殿造營料材木注文寫》記載，神社也曾經興建社殿，但是詳情不明。文明9年（1477年），神社在勸進僧的協助下興建社殿，明應3年（1494年）、明應8年（1499年）、文龜4年（1504年）以及享祿3年（1530年）也通過勸進來興建社殿。永祿元年12月3日（1559年1月11日），根據《龍造寺隆信等連署願文》記載，龍造寺氏開始介入神社的社殿興建。
元龜元年（1570年），豐後國的大友氏攻入肥前國時，川上一帶成為戰場，神社也毀於戰火。慶長18年3月13日（1613年5月2日），根據收錄於《實相院文書》內的《鍋島勝茂寄進狀寫》記載，神社獲其寄進佐嘉郡佐保川島河上村內172石4斗9升7勺，在這之前九州探題澀川滿賴、千葉胤泰、少貳政資、龍造寺胤榮和神代勝利等人均曾經寄進田地至神社。1911年8月，位於川上村大字東山田字平野分的無格社大明神社合祀至與止日女神社，其餘的合祀神社尚有無格社淀姬社以及天神社。

## 社格
在《延喜式神名帳》中，神社是肥前國四座式內社之一，也是佐嘉郡唯一的式內社，《式內社調查報告》推測神社獲收錄於神名帳的理由是其接壤地農業發達，加上山田鄉成立後受到鄉民崇敬以及鄰近國衙。此外，神社在神名帳內的地位雖然次於名神大社田島神社，不過由於田島神社是海上交通之神，因此在廢除遣唐使制度後，其重要性開始減弱，相對地接近國衙的神社則開始受到重視。
應保2年3月23日（1162年5月8日），根據《肥前國司廳宣案》記載，神社為「一宮」，這是神社作為一宮在文獻上首次有記載，正應5年6月16日（1292年7月1日）的《關東御教書》也記載道「肥前國一宮河上神宮」，嘉應2年3月10日（1170年3月29日）的《肥前國留守所下文案》則稱神社是「當國第一之鎮守」。不過，大塚統子認為《肥前國司廳宣案》的筆跡有異，推測是與千栗八幡宮就一宮地位爆發爭議時竄改而來，她指出與止日女神社關於一宮的用例總共有22項，其中20項為竄改，剩餘兩項也存疑。鑑於千栗八幡宮在建曆3年（1213年）2月的《八幡宇佐彌勒寺司解》中記載為「當國第一宮也」，加上兩者在中世時沒有就一宮地位爆發爭議，而且收錄於《龍造寺文書》、《後藤家文書》、《田尻家文書》和《鶴田文書》內的天正年間（1573年至1592年）起請文也多以千栗八幡宮為國內諸神之首，實際上西海道一宮中也大多是八幡宮，因此她推測千栗八幡宮在中世時便是肥前國一宮。
兩者的一宮爭議始於慶長19年（1614年），與止日女神社獲後陽成天皇下賜刻有「大日本國鎮西肥前州第一之鎮守　宗廟河上山正一位淀姬大明神一宮」的御筆匾額，《日本歷史地名大系》推測匾額是由實相院座主尊純僧正通過本山仁和寺門跡後陽成天皇之子而得來。元和7年6月1日（1621年7月19日），根據收錄於《實相院文書》內的《河上山座主尊純申狀》記載，尊純列出七點來主張與止日女神社作為一宮的正當性，其後肥前藩藩主鍋島勝茂在元和9年（1623年）以喧嘩兩成敗來解決爭議，他下令兩者除了慶長18年（1613年）之前的文獻以外均禁止使用一宮稱號，及至寶曆4年和寶曆5年（1754年和1755年），雙方均決定不再使用一宮稱號。
明治4年（1871年）12月，神社獲列為縣社，1912年1月25日列為神饌幣帛料供進社。1924年之後，神社雖然多次申請升格，但是均以失敗告終。

## 境內
根據《府縣鄉社明治神社誌料》和《日本社寺大觀》記載，神社境內面積達2380坪（約7867.77平方），《神社名鑑》、《全國神社名鑒》和《式內社調查報告》均稱是2397坪（約7923.97平方），神社官方則指是2795坪（約9239.67平方）。根據元和9年（1623年）的《座主尊純由緒差出書》記載，神社的四至分別是東至春日的城之辻，南至平野宮，西至水上山的蛭谷，北至小坂之辻，神佛分離前的河上山免地涵蓋境內4町6反28步（約45712.4平方）和山林30町（約0.3平方公里），田地方面《式內社調查報告》指是20町8反2畝17步（約206535.54平方），《日本歷史地名大系》則稱是25町4反3畝25步（約252280.99平方）。2012年，神社獲指定為佐賀市景觀重要建造物。
- 拜殿
- 本殿
- 西門
- 三之鳥居

本殿是正面五間，側面四間的流造建築，《神社名鑑》稱佔地20坪（約66.12平方），《式內社調查報告》則指是32坪1合8勺（約106.38平方），重建自文化13年（1816年），原本是檜皮葺屋頂。中殿是正面一間，側面三間的切妻造瓦頂建築，佔地10坪9合9勺（約36.33平方）。拜殿是正面五間，側面三間的入母屋造建築，正面建有唐破風向拜，原本是瓦頂，佔地30坪3合4勺（約100.3平方），掛有副島種臣所寫的「火國鎮守」匾額。本殿與拜殿之間以中殿連接，形成權現造，三殿均以日本扁柏和樟樹建成。1926年，神饌所、參籠殿和社務所完工，本殿和拜殿屋頂改鋪銅板，並且加建千木和鰹木。此外，境內尚有建於元龜4年（1573年）3月的切妻造瓦頂建築西門、在慶長13年（1608年）由鍋島勝茂寄進的三之鳥居以及高20米樹圍達8.6米的保存樟樹等等。
| 境內社 | 若宮神社 | 香椎社   | 寵門社   | 寶滿社   | 王子社   | 淀女社   | 住吉社 | 志賀社 | 加茂社     | 春日社       | 稻荷社   | 阿蘇社   | 山王社   | 乙宮社 | 高良社   | 百代宮         | 代永宮         |
| 祭神   | 仁德天皇 | 神功皇后 | 真津彥命 | 玉依姬命 | 大友別合 | 豐玉姬命 | 海童神 | 海童神 | 加茂別雷神 | 天之子屋根命 | 倉稻魂神 | 健磐龍命 | 大山咋神 | 三女神 | 武內宿禰 | 豐玉姬命的和魂 | 豐玉姬命的荒魂 |

## 祭事
| 式年大祭（50年一度） |                       |     |                     |      |                                |
| 1月                  | 元旦祭（1月1日）      | 5月 | —                   | 9月  | —                              |
| 2月                  | —                     | 6月 | 夏越大祓（6月30日） | 10月 | —                              |
| 3月                  | —                     | 7月 | —                   | 11月 | 秋季例大祭和新嘗祭（11月18日） |
| 4月                  | 春季例大祭（4月18日） | 8月 | —                   | 12月 | 大祓（12月31日）               |

春季例大祭在神宮寺實相院的御經會期間中舉行，地區首長、議長以至氏子和崇敬者等均會前來參拜，由五名神職分別負責舞蹈、太鼓、笛、大鼓和小鼓，並且奏起佐賀神樂。相對於性質上屬祈年祭的春季例大祭，新嘗祭則是表示願望達成的祭事。地區首長、眾議院議員、佐賀縣議會議員、地區議長、農協長、觀光協會會長以及氏子總代等20名均會列席。首先，在修祓後開門，並且獻上新收割的米以及酒、魚、蔬菜、水果和鹽水等神饌，然後在宮司奏上祝詞後，同樣由五名神職分別負責舞蹈、太鼓、笛、大鼓和小鼓，並且奏起佐賀神樂。舞者在一邊唸明治天皇的御製，左手以幣榊捧持至神郭，右手則搖鈴，並且伴隨着笛、大鼓和小鼓的節拍，一邊向左轉一邊獻舞，在中、左、右以及角落進行祓後，獻上玉串，隨後撤走神饌，最後關門作結。

## 文化財
| 名稱                  | 指定類別         | 指定日期       | 參考資料 |
| --------------------- | ---------------- | -------------- | -------- |
| 河上神社文書（247種） | 重要文化財       | 1980年6月6日   | [ 23 ]   |
| 三之鳥居              | 佐賀市指定文化財 | 1983年10月17日 | [ 19 ]   |
| 西門                  | 佐賀縣重要文化財 | 1986年3月19日  | [ 18 ]   |

## 註解
1. ↑  與止日女命被認為是神功皇后之妹或神武天皇的祖母豐玉姬[2]。
2. ↑  山田東鄉是山田鄉的一部分，山田鄉推測現為佐賀縣佐賀市大和町大字東山田、川上字西山田、大和町大字尼寺以至鍋島町（日语：鍋島村）鍋島字增田和高木瀨町長瀨一帶。城崎西鄉是城崎鄉的一部分，城崎鄉推測現為佐賀市兵庫町（日语：兵庫 (佐賀市)）淵，西至尼寺以至長瀨一帶，東至神埼郡邊界，南至長瀨以至金立町藥師丸一帶。小津東鄉是小津鄉的一部分，小津鄉推測現為與賀神社（日语：与賀神社）一帶以至佐賀市北川副町附近。深溝西鄉是深溝鄉的一部分，深溝鄉現為佐賀市兵庫町以至高木瀨町東高木一帶[14]。
3. ↑  平野分現為東山田的一部分[14]。

## 外部連結
- . 與止日女神社.   [2023-06-22]. （原始内容存档于2023-08-16） （日语）.
- . 與止日女神社.   [2023-06-22]. （原始内容存档于2022-05-23） （日语）.
- 的Facebook專頁
- . 佐賀市觀光協會.   [2023-06-22]. （原始内容存档于2023-06-22） （日语）.
- . 佐賀縣神社廳（日语：神社庁）.   [2023-06-22]. （原始内容存档于2023-06-22） （日语）.
- . 全國一之宮巡拜會.   [2023-06-22]. （原始内容存档于2023-06-22） （日语）.